# Article 353 du Code pénal
Article 353 du Code pénal est un roman de Tanguy Viel paru le 5 janvier 2017 aux éditions de Minuit et ayant reçu la même année le Grand prix RTL-Lire. Le livre constitue une prolongation en contrepoint à un précédent roman, Paris-Brest, paru en 2009.

## Résumé
Dans le Finistère, Martial Kermeur raconte à un juge d'instruction pour quelles raisons il a assassiné Antoine Lazenec, un promoteur immobilier sans scrupules.

## Titre du roman
Le titre fait référence à l'article 353 de l’ancien code pénal français, à moins qu'il ne s'agisse de l'article 353 du code de procédure pénale, qui porte sur l'intime conviction du juré en cour d'assises.

## Réception critique
Particulièrement bien accueilli par la critique littéraire lors de sa parution,,,, le roman reçoit le 20 mars 2017 – par 59 % des voix d'un jury sélectionné par vingt libraires et composé de cent lecteurs – le 26e Grand prix RTL-Lire. En octobre 2017, le roman reçoit le prix François-Mauriac de la région Aquitaine.

## Éditions et traduction
- Les Éditions de minuit, 2017  (ISBN 9782707343079)[7]
- Coll. « Double », Les Éditions de Minuit, 2019  (ISBN 9782707345271)
- (en) Article 353, trad. William Rodarmor, Other Press, New-York, 2019  (ISBN 978-1-59051-933-2), 160 p.[8]